# رينيه، دوق ألونسون
رينيه دوق ألونسون (بالفرنسية: René d'Alençon)‏ (1454 - 1 نوفمبر 1492) هو ابن جان الثاني دي ألونسون وماري دي أرمانياك، أصبح دوق ألونسون وكونت بيرش في 1478 بحيث هذه تم مصادرتها من العائلة بعد أدانة والده في 1474.

## العائلة
كانت زوجته الأولى مارغريت، ابنة وليام هاركورت، كونت تانكارفيل؛ ثم تزوج مرة أخرى في 14 مايو 1488 في تول من مارغريت من لورين (1463 - 1 نوفمبر 1521)، ابنة فريدريك، كونت فوديمونت ويولاند من أنجو، دوقة لورين؛ وانجبت له مارغريت ثلاثة أطفال:-
1. شارل الرابع دي ألونسون (1489-1525)
2. فرانسواز (1490 - 14 سبتمبر 1550؛ لافليش)، دوقة بومونت، تزوجت في 1505 في بلوا من فرانسوا، دوق لونغيفيل؛ ثم تزوجت في 1513 من شارل دي بوربون، دوق فاندوم.
3. آن (30 أكتوبر 1492 - 18 أكتوبر 1562؛ كازالي مونفيراتو)؛ ليدى لا غرش، تزوجت في 31 أغسطس 1508 في بلوا من ويليام التاسع باليولوج، ماركيز مونفيراتو.

وأيضا له العديد من الأطفال غير الشرعيين:-
1. شارل (توفي. 1545)؛ لورد كاني.
2. مارغريت، تزوجت في 1485 من جاك دي بويسغويون؛ تزوجت من هنري دي بورنيل.
3. جاكلين، تزوجت من جيل ديس أورميز.